# Piz Ot
Piz Ot är en bergstopp i Schweiz.   Den ligger i regionen Maloja och kantonen Graubünden, i den östra delen av landet, 190 km öster om huvudstaden Bern. Toppen på Piz Ot är 3 246 meter över havet, eller 626 meter över den omgivande terrängen. Bredden vid basen är 6,0 km.
Terrängen runt Piz Ot är huvudsakligen bergig, men åt sydväst är den kuperad. Närmaste större samhälle är St. Moritz, 5,4 km söder om Piz Ot. 
Trakten runt Piz Ot består i huvudsak av gräsmarker. Runt Piz Ot är det ganska glesbefolkat, med 31 invånare per kvadratkilometer.